# 東ヨーロッパ時間
東ヨーロッパ時間（ひがしヨーロッパじかん、Eastern European Time - EET）は、協定世界時 (UTC)を2時間進ませた標準時である。（UTC+2）
3月最終日曜日の午前3時（夏時間では午前4時）から10月最終日曜日の午前3時（夏時間では午前4時）までは、夏時間の東ヨーロッパ夏時間(Eastern European Summer Time) が使用される。
| 開始                           | 終了                          |
| ------------------------------ | ----------------------------- |
| 2014年10月26日(日) 01:00 (UTC) | 2015年3月29日(日) 01:00 (UTC) |
| 2015年10月25日(日) 01:00 (UTC) | 2016年3月27日(日) 01:00 (UTC) |
| 2016年10月30日(日) 01:00 (UTC) | 2017年3月26日(日) 01:00 (UTC) |
| 2017年10月29日(日) 01:00 (UTC) | 2018年3月25日(日) 01:00 (UTC) |
| 2018年10月28日(日) 01:00 (UTC) | 2019年3月31日(日) 01:00 (UTC) |
| 2019年10月27日(日) 01:00 (UTC) | 2020年3月29日(日) 01:00 (UTC) |
| 2020年10月25日(日) 01:00 (UTC) | 2021年3月28日(日) 01:00 (UTC) |

## 該当国
- フィンランド
- エストニア
- ラトビア
- リトアニア
- ウクライナ（ロシアとの帰属係争地域を除く）
- ルーマニア
- モルドバ
  - 沿ドニエストル共和国を含む
- ブルガリア
- ギリシャ
- キプロス